# Сан-Ніколас-дель-Пуерто
Сан-Ніколас-дель-Пуерто (ісп. San Nicolás del Puerto) — муніципалітет в Іспанії, у складі автономної спільноти Андалусія, у провінції Севілья. Населення — 644 особи (2010).
Муніципалітет розташований на відстані близько 320 км на південний захід від Мадрида, 75 км на північний схід від Севільї.
На території муніципалітету розташовані такі населені пункти: (дані про населення за 2010 рік)
- Серро-дель-Єрро: 123 особи
- Сан-Ніколас-дель-Пуерто: 521 особа

## Демографія
Динаміка населення (INE ):